# Gerbach
Gerbach est une municipalité allemande située dans le land de Rhénanie-Palatinat et l'arrondissement du Mont-Tonnerre.
En 1691, pendant la guerre de succession d'Espagne, l'armée du prince de Conti y attaqua quelques troupes ennemies qui y étaient placées en garnison. Il y avait beaucoup de fourrages mais le feu s'y mis et la ville fut incendiée.